# Ma'ad ibn Adnan
Ma'ad (ou Maâd) est, selon la littérature arabe classique, le fils d'Adnân et un ancêtre de Mahomet. Selon al-Tabarî, Ma'add serait de dix-neuf générations l'aîné du prophète. Deux de ses enfants seraient les ancêtres de la plupart des arabes du Nord. Ils auraient vécu à proximité de La Mecque
Si le nom de Ma'ad semble apparaitre dans la littérature préislamique, pour Goldziher, néanmoins, la lecture de ces passage n'est pas assurée. La généalogie de Ma'ad fait l'objet de débats et les sources anciennes sont contradictoires sur le sujet.